# Mayck & Lyan
Mayck e Lyan é uma dupla sertaneja formada pelos irmãos Wilson José de Meira Junior, conhecido como Mayck (Mirandópolis, 4 de março de 1991), e Willyan José Travagni de Meira, conhecido como Lyan (Alta Floresta, 21 de maio de 1993), iniciada no ano de 1996.
A carreira dos mato-grossenses é inspirada principalmente nos ídolos Tião Carreiro e Pardinho e Ronaldo Viola, ícones da música sertaneja.

## Carreira
A dupla Mayck e Lyan iniciou a participação no Programa Raul Gil em março de 2005 no quadro Show Criança. Em agosto do mesmo ano, a dupla foi selecionada no quadro Jovens Talentos para gravar o CD e DVD “Jovens Talentos – 40 anos de Jovem Guarda”, que reúne os maiores sucessos da época. O CD e o DVD foram consagrados com o Disco de Ouro e o DVD de Ouro, respectivamente.
Em agosto de 2006, foi lançado o primeiro disco da dupla. Intitulado Defendendo a Tradição, o disco trás um repertório bem completo com canções de gênero raiz, composições inéditas e hits do rock brasileiro (como Meu Erro e O Segundo Sol) com um arranjo totalmente sertanejo. A canção do álbum que a dupla emplacou em todas as rádios do país na época foi "Pra Não Te Perder". Nesse ano, a dupla ficou entre os 20 artistas que mais venderam discos, segundo a ABPD.
No começo de 2007 lançam CD e DVD de um show realizado em São Paulo. Em poucos meses de venda, o projeto chegou a ficar entre os primeiros nos rankings de vendagem!
Atualmente, Lyan é considerado pelos críticos como um dos melhores violeiros do Brasil.
Mayck e Lyan emplacaram músicas como trilhas sonoras de novela, sendo a mais recente "Chuva no Pantanal", que fez parte da trilha sonora do Remake da novela Pantanal, novela exibida na TV Globo.
Mayck e Lyan, se apresentam regularmente em grandes programas de TV e fazem shows por todo o Brasil e mundo.

## Discografia
| Ano  | Álbum                                        | Gravadora              | Certificação e Vendas |
| ---- | -------------------------------------------- | ---------------------- | --------------------- |
| 2004 | Mayck Jr. e Lyan - Rainha                    |                        |                       |
| 2006 | Mayck & Lyan - Defendendo a Tradição         | (EMI Music/Luar Music) | Platina + 200.000     |
| 2007 | (CD/DVD) Mayck & Lyan - Ao Vivo              | (EMI Music/Luar Music) | Ouro + 50.000         |
| 2010 | (CD/DVD) Mayck & Lyan - No Jeitão da Madeira | (EMI Music)            | -                     |
| 2014 | (CD) Todos os Sucessos                       | (MP Entretenimento)    | -                     |